# Palaeoscincus costatus
Palaeoscincus costatus — вид птахотазових динозаврів родини Нодозаврові (Nodosauridae). Статус виду є сумнівним. Описаний по рештках зубів, що знайдені у верхньокрейдових відкладеннях формування річка Джудіт у штаті Монтана у США.